# Nowohradkiwka
Nowohradkiwka (ukr. Новоградківка, ros. Новоградковка) – wieś na Ukrainie, w obwodzie odeskim, w rejonie odeskim.